# Viva los Tioz
Viva los Tioz는 독일 하드록 밴드 뵈제 옹켈츠의 정규14 집이다. 1998년 9월 4일 버진 레코드를 통해서 발매되었다. 타이틀 „Viva los Tioz"는 스페인어에서 차용하였고 '옹켈츠여 영원하라'라는 뜻이다. 밴드는 이번 앨범에서 컴퓨터 음악과 같은 다양한 요소들을 실험했다.

## 수록곡
| #  | 곡목                                    | 러닝타임 |
| -- | --------------------------------------- | -------- |
| 1  | Matapalo – Parte Uno                    | 3:18     |
| 2  | Viva los Tioz                           | 3:56     |
| 3  | Leere Worte                             | 4:23     |
| 4  | Weit weg                                | 5:20     |
| 5  | Das Geheimnis meiner Kraft              | 3:49     |
| 6  | Scheiße passiert                        | 4:27     |
| 7  | Terpentin                               | 3:57     |
| 8  | Ohne mich                               | 5:49     |
| 9  | Der Platz neben mir – Part I + II       | 10:41    |
| 10 | Der Preis des Lebens                    | 7:04     |
| 11 | Bin ich nur glücklich, wenn es schmerzt | 5:38     |
| 12 | Wenn du wirklich willst                 | 5:45     |
| 13 | Matapalo – Parte Dos                    | 3:02     |

## 각 수록곡에 대한 설명
Matapalo – Parte Uno
이 곡은 연주곡으로 팀 버튼감독의 화성침공에 나오는 미국 대통령의 연설을 스페인으로 옮긴 것이다.
Viva los Tioz
밴드가 스스로를 자랑하는 전형적인 옹켈츠스타일의 타이틀곡이다.
Leere Worte
이 곡은 술과 마약으로 지샌 과거를 다루고 있다.
Weit weg
이 곡은 우리가 사는 일상생활에서 겪는 불필요한 다툼과 같은 상황을 다루고 있다. 
Das Geheimnis meiner Kraft
이 곡의 분노, 혐오, 맹목적 혐오 사이에는 미묘한 차이가 있다는 것을 중심 소재로 다루고 있다. 
Scheiße passiert
밴드는 이 곡을 통해서 가끔은 안좋은 상황에 처하기도 하지만 이것이 결코 끝이 아니라는 것을 노래한다.
Terpentin
슈테판 바이드너는 이 곡을 통해서 뵈제 옹켈츠가 아집이나 고집을 부리는 밴드가 아니며 „옹켈츠 신화“뒤에 숨겨진 아이러니를 약화시키려고 했다.
이 곡은 일곱 번 라디오방송에서 플레이 되었고, 2004년 미국의 하드코어밴드 프로-페인이 커버앨범 „Run for cover“에 싣기도 했다.
Ohne mich
이 곡을 통해서 밴드는 좌, 우를 막론한 극단주의와 거리를 두려하고 있다. 1절에서는 안티파 내지는 극좌 2절에서는 네오나치와 극우를 비난하고 있다.
1998년 투어 중 이 곡이 끝나고 히틀러식 인사를 하는 관객들은 공연장에서 쫓겨났다. 
밴드는 이 곡을 통해서 극좌도, 극우도 아니라는 것을 확실하 하고 싶었다는 해석도 있다.
Der Platz neben mir – Part I + II
이 곡은 Nur die Besten sterben jung과 Das Messer und die Wunde에 이어 1990년에 사망한 친구 "트리미 트림보른"에게 바치는 곡이다.
가사는 친한 친구를 잃은 사람의 입장에서 쓰여졌다.
총 러닝타임은 10분 42초로 옹켈츠의 모든 노래 중 가장 긴 노래이다.
Der Preis des Lebens
이 곡은 누구나 죽는다는 것을 다루고 있다. 또한 'Todes'라는 가상의 인물의 시각에서 쓴 것이다.
Bin ich nur glücklich, wenn es schmerzt
이 곡은 원하는 모든 것을 주는 여자를 찾는 곡이다. 또한 자기파괴적인 태도에 대해서 다루고 있다.
Wenn du wirklich willst
이 곡에는 모든 인간들에 내재되어 있는 힘(또는 의지를)을 다루고 있다. 
다음은 가사의 일부분이다. "네가 진심으로 원한다면 산을 옮길 수 있다. 네가 진심으로 원한다면 거인을 난장이로 만들 수 있다. 네가 진심으로 원한다면 상처도 치유할 수 있다." 
Matapalo – Parte Dos
오프닝 트랙 Matapalo - Parte Uno와 이어지는 연주곡이다. 곡의 마지막 부분에 나오는 목소리는 남미의 예술가인 포조가 녹음한 것이다.

## 상업적 성공과 싱글커트
Viva los Tioz는 발매되자 마자 독일앨범차트 1위에 오르며 밴드 역사상 최초의 1위 앨범이 되었다.
총 24주 간 Top 100차트에 머물렀다.
Terpentin이 싱글커트되었는데 Weit weg과 앨범에 수록되지 않은 연주곡 11/97과 함께 발매되었다.
발매 후 9위로 올랐고, 최고 7위까지 올라갔으며 총 11주간 Top 100차트에 머물렀다.
이 앨범은 발매된 해에 오스트리아에서 1만 장 이상 판매한 밴드에게 수여하는 골든 디스크상을 받았다.